# Альгайола
Альгайола (фр. Algajola, корс. Algajola) — коммуна во Франции, находится в регионе Корсика. Департамент коммуны — Верхняя Корсика. Входит в состав кантона Кальви. Округ коммуны — Кальви.
Код INSEE коммуны — 2B010.

## Население
Население коммуны на 2008 год составляло 303 человека.
| 1962 | 1968 | 1975 | 1982 | 1990 | 1999 | 2008 |
| ---- | ---- | ---- | ---- | ---- | ---- | ---- |
| 129  | 129  | 178  | 228  | 211  | 216  | 303  |

## Экономика
В 2007 году среди 197 человек в трудоспособном возрасте (15—64 лет) 123 были экономически активными, 74 — неактивными (показатель активности — 62,4 %, в 1999 году было 66,4 %). Из 123 активных работали 99 человек (58 мужчин и 41 женщина), безработных было 24 (11 мужчин и 13 женщин). Среди 74 неактивных 24 человека были учениками или студентами, 15 — пенсионерами, 35 были неактивными по другим причинам.

## Фотогалерея
- Альгайола
- Форт
- Отель Plage